# Telitoquia

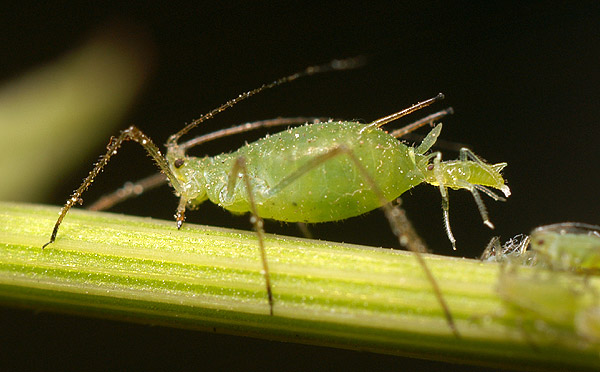
Pulgón reproduciéndose por partenogénesis

La telitoquia es un tipo de partenogénesis en la cual la progenie es femenina. Se da en el caso de parasitismo de la abeja del Cabo o Apis mellifera capensis sobre Apis mellifera scutellata y también en otros grupos como algunas hormigas, pulgones o insectos palo.
Es sumamente rara en el reino animal; sólo se conocen 1.500 especies que la tienen. Es más común en los invertebrados, especialmente artrópodos, pero también se dan algunos casos en vertebrados como en los lagartos de cola látigo Cnemidophorus.
Los himenópteros (abejas, avispas, hormigas, etc.) en general se reproducen por otro tipo de partenogénesis llamada arrenotoquia o sistema haplodiploide en la que el huevo no fertilizado produce un macho haploide y el fertilizado una hembra diploide. La telitoquia ha sido descripta en varios taxones de himenópteros tales como Cynipidae, Tenthredinidae, Aphelinidae, Ichneumonidae, Apidae y Formicidae. También puede ser inducida en algunos himenópteros por bacterias tales como Wolbachia y Cardinium.
La telitoquia puede ocurrir a causa de una variedad de mecanismos los cuales tienen varios grados de impacto en el nivel de consanguinidad o endogamia.
Un ejemplo de telitoquia es el de la reproducción de abejas obreras que producen hembras fértiles sin necesidad de un macho. Ocurre en la abeja del Cabo (Apis mellifera capensis) y también ocasionalmente en otras subespecies de abejas melíferas. En la abeja melífera la telitoquia tiene lugar cuando la diploidía es restablecida por medio de la fusión de dos productos de la meiosis. Normalmente los huevos no fecundados son haploides es decir con un solo juego de cromosomas (16) provenientes de la madre. Las abejas obreras del Cabo son capaces de producir huevos no fecundados diploides con 32 cromosomas. Esto se debe a un proceso desusado de división celular. Normalmente durante la anafase de la división meiótica los cromosomas se separan de sus pares con una reducción del número total de cromosomas. En la teletoquia la anafase es seguida por una fusión de los productos de la meiosis que restablece el número diploide de cromosomas en el huevo o cigoto.